# Левин, Наум Абрамович
Ле́вин, Нау́м Абра́мович (1914 — сентябрь 2000, Ярославль) — учёный, врач, преподаватель, почётный профессор Ярославского медицинского института.

## Биография
В 1939 году окончил Ивановский медицинский институт и в этом же году был призван на службу в ряды Красной Армии в Приморье, где состоял в должности врача ПМП, после чего стал ординатором терапевтического отделения, начальником терапевтического отделения эвакогоспиталя, начальником поликлиники штаба 1-й Краснознаменной Армии. Демобилизовался в 1946 году в звании подполковника медицинской службы. Участник Советско-японской войны.
С 1946 по 1989 гг. — ассистент Ярославского медицинского университета. В 1954 году вступил в должность доцента, а в 1968 г. — профессора кафедры анатомии человека ЯГМУ. С 1948 по 1950 гг. был по совместительству заведующим кафедрой физического воспитания. В 1950 году получил степень кандидата медицинских наук, а в 1965 — доктора медицинских наук.
Является автором более 80 научных работ по актуальным проблемам анатомии органов чувств. Написал более 1000 художественных произведений.
Левину был поставлен диагноз неизлечимой формы астмы. В сентябре 2000 года профессор Ярославского медицинского института скончался.

## Увлечения
В свободное от работы время Наум Абрамович занимался резьбой по дереву. Дома хранились вырезанные маски «Трио Барматухиных» и «Выпьем и снова нальем», лик Иисуса, барельеф «Ярослав Мудрый». Фигурки носатиков-лесовичков занимали особое место: Левин любил лес и из походов в него приносил сучки, из которых вырезал носатиков. Одну такую фигурку он подарил профессору Владимиру Витальевичу Страхову с подписью: «Усатику от носатика».
В студенческие годы играл на скрипке, мандолине, флейте-пикколо. Каждую субботу он приезжал на поезде в Ярославль на репетицию в оркестр Стемпелева.
Сам научился рисовать. Мог хорошо передать выражение лиц на портретах.

## Семья
Жена — Тамара Ивановна. Училась в зубоврачебной школе. Познакомились на озере Ханка, в селе Троицком: после кинопоказа в госпитале, где работал Наум Абрамович.
Сын — Вячеслав Наумович (род. 1944), профессор и заведующий кафедрой медико-биологических основ спорта ЯГПУ им. К. Д. Ушинского, заслуженный деятель науки.
Внук — Евгений Вячеславович. Был приговорён к четырём годам тюрьмы за хранение оружия и наркотических веществ. По освобождении занялся бизнесом.
Внучка — Ольга Вячеславовна. Выпускница Ярославского медицинского института. Живёт и работает врачом в Германии.
Дочь — Нина Наумовна. Выпускница Ярославского медицинского института. Является кандидатом наук. Врач в посёлке Московском.
Внук — Юрий. Учился в Российском государственном медицинском университете.